# فرودگاه بین‌المللی زنگلان
فرودگاه بین‌المللی زنگلان (به لاتین: Zangilan International Airport) یک فرودگاه بین‌المللی در جمهوری آذربایجان است که در شهر زنگلان واقع شده‌است. ساخت فرودگاه در ماه می ۲۰۲۱ آغاز شد و ساخت آن در ۲۰ اکتبر ۲۰۲۲ توسط رئیس جمهور جمهوری آذربایجان الهام علی‌اف و رئیس جمهور ترکیه رجب طیب اردوغان گشایش یافت.